# Penicillium ochrochloron
Penicillium ochrochloron är en svampart som beskrevs av Biourge 1923. Penicillium ochrochloron ingår i släktet Penicillium och familjen Trichocomaceae.   Inga underarter finns listade i Catalogue of Life.